# 富木島町
富木島町（ふきしままち）は、愛知県東海市の地名。

## 地理
東海市中央東部に位置する。

## 歴史

### 町名の由来
1878年（明治11年）富田村・木庭村・姫島村の合併による合成地名である。

### 人口の変遷
国勢調査による人口および世帯数の推移。
| 1995年（平成7年）  | 7229世帯 20209人 |  |
| 2000年（平成12年） | 7174世帯 18957人 |  |
| 2005年（平成17年） | 7838世帯 19474人 |  |
| 2010年（平成22年） | 8342世帯 19805人 |  |
| 2015年（平成27年） | 8860世帯 20490人 |  |
| 2020年（令和2年）  | 9307世帯 20695人 |  |

### 沿革
- 1878年（明治11年） - 知多郡富田村・木庭村・姫島村が合併し、同郡富木島村が成立[2]。
- 1889年（明治22年） - 市制町村制による富木島村となる[2]。
- 1906年（明治39年） - 上野村大字富木島となる[2]。
- 1940年（昭和15年） - 上野町大字富木島となる[2]。
- 1969年（昭和44年） - 東海市富木島町となる[3]。
- 1977年（昭和52年） - 一部が中央町に編入される[3]。

## 交通
- 知多半島道路
- 愛知県道55号
- 愛知県道243号

## 施設
- 大池公園
- シティホテル
- 東海市立富木島中学校
- 東海市立船島小学校
- 圓福寺
- 上野台公園
- 清長公園

### WEB
1. ↑  “愛知県東海市の町丁・字一覧”.   人口統計ラボ. 2024年2月12日閲覧。
2. 1 2  総務省統計局 (2022年2月10日). “令和2年国勢調査の調査結果(e-Stat) - 男女別人口，外国人人口及び世帯数－町丁・字等” (CSV). 2023年8月2日閲覧。
3. ↑  “愛知県東海市の郵便番号一覧”.   日本郵便. 2024年2月11日閲覧。
4. ↑  “ナンバープレートについて”.   一般社団法人愛知県自動車会議所. 2024年1月21日閲覧。
5. ↑  総務省統計局 (2014年3月28日). “平成7年国勢調査の調査結果(e-Stat) - 男女別人口及び世帯数 －町丁・字等” (CSV). 2021年7月20日閲覧。
6. ↑  総務省統計局 (2014年5月30日). “平成12年国勢調査の調査結果(e-Stat) - 男女別人口及び世帯数 －町丁・字等” (CSV). 2021年7月20日閲覧。
7. ↑  総務省統計局 (2014年6月27日). “平成17年国勢調査の調査結果(e-Stat) - 男女別人口及び世帯数 －町丁・字等” (CSV). 2021年7月21日閲覧。
8. ↑  総務省統計局 (2012年1月20日). “平成22年国勢調査の調査結果(e-Stat) - 男女別人口及び世帯数 －町丁・字等” (CSV). 2021年7月21日閲覧。
9. ↑  総務省統計局 (2017年1月27日). “平成27年国勢調査の調査結果(e-Stat) - 男女別人口及び世帯数 －町丁・字等” (CSV). 2021年7月21日閲覧。

### 書籍
1. ↑  「角川日本地名大辞典」編纂委員会 1989, p. 1733.
2. 1 2 3 4 5  「角川日本地名大辞典」編纂委員会 1989, p. 1158.
3. 1 2  「角川日本地名大辞典」編纂委員会 1989, p. 1159.